# Tjorven och Skrållan
Tjorven och Skrållan är en svensk film från 1965 i regi av Olle Hellbom. Filmen är den andra av fyra filmer baserade på karaktärerna från TV-serien Vi på Saltkråkan.

## Handling
Peter och Malin har gift sig och får ett barn, Skrållan. Skrållans favoritsysselsättning är att rymma, vilket gör att de andra får fullt upp.

## Rollista
- Torsten Lilliecrona – Melker Melkersson
- Louise Edlind – Malin Malm
- Torsten Wahlund – Peter Malm
- Björn Söderbäck – Johan Melkersson
- Urban Strand – Niklas Melkersson
- Stephen Lindholm – Pelle Melkersson
- Kajsa Dandenell – Skrållan Malm
- Bengt Eklund – Nisse Grankvist
- Bitte Ulvskog – Freddy Grankvist
- Lillemor Österlund – Teddy Grankvist
- Maria Johansson – Maria "Tjorven" Grankvist
- Siegfried Fischer – gubben Söderman
- Kristina Jämtmark – Stina
- Manne Grünberger – fiskaren Vesterman[1]

## Om filmen

### Visningar
Filmen är inspelad på Norröra. Den hade premiär den 27 november 1965 och är barntillåten.
Tillsammans med de andra Saltkråkan-filmerna klipptes denna om till TV-avsnitt i TV-serien Så går det till på Saltkråkan med start hösten 1977.

### Mottagande
Filmen fick blandade recensioner från filmkritiker.
| ”                             | Olle Hellboms handlag är fenomenalt. Som barnfilmare torde han ha få övermän i världen och ingen i Sverige. Jag har sett "Tjorven och Skrållan" med mina barn och det är alldeles uppenbart att inget filmteam i världen kan underhålla dem så fint och naturligt som Astrid Lindgren och Olle Hellbom | „ |
| – Lasse Bergström i Expressen | |   |

| ”                           | Detta är svensk film på Kronblomstadiet. Så här har våra filmlustspel sett ut i långliga tider - lika vuxennaiva, lika sommarsvenska och krumeluriga och menlösa - det enda nya är att man nu ska roa barnen också. Om de låter sig roas beror kanske på att de inte har något annat att välja på och jämföra med. Behovet av bra barnfilm framstår verkligen som än mer påträngande | „ |
| – Göran Börge i Aftonbladet | |   |